# Suzanne Noël
Suzanne Noël, nata Suzanne Blanche Marguerite Gros (Laon, 19 gennaio 1878 – Parigi, 11 novembre 1954) è stata una medica e attivista francese, prima donna chirurga plastica di Francia, promotrice in Europa del movimento Soroptimist..

## Biografia
Suzanne nasce a Laon nel nord della Francia. Il padre decede di tubercolosi quando la bambina ha 6 anni. Il 10 gennaio 1897, a quasi diciannove anni, sposa il medico dermatologo Henry Pertat, e si trasferisce a Parigi. Grazie alle idee liberali del marito, può proseguire i suoi studi, e nel 1903 prende la maturità per poi iscriversi alla facoltà di medicina dell'università di Parigi.
Nel 1908 partecipa, vincendolo, il concours de l'Externat, un vecchio concorso organizzato dagli ospedali che permetteva agli studenti di medicina dell'epoca di praticare. Grazie al concorso inizia a lavorare all'Hôpital Saint-Louis presso il servizio del dottor Hippolyte Morestin considerato uno dei pionieri della chirurgia plastica. Il 1908 è un anno di grandi cambiamenti per la giovane dottoressa perché non solo passa il concorso ma partorisce anche, Jacqueline, la sua unica figlia, molto probabilmente frutto del suo nuovo amore per un collega, André Noël. Con André, Suzanne ha condiviso la difficoltà degli anni di studio ma, nutrendo molto rispetto per il primo marito che l'ha aiutata a lanciarsi nella carriera medica, lo sposerà solo nel 1919 dopo la morte di Henry.
Nel 1912 passa il secondo concorso, il concours de l'Internat, ed è quarta su sesantasette candidati. È affascinata dai progressi che la chirurgia estetica ha fatto negli Stati Uniti. A Parigi molti parlano del rientro "miracoloso" di Sarah Bernhardt dopo il lifting effettuato dal dottor Charles Miller. Noël, affascinata dai risultati, chiede di essere ricevuta dall'artista che le confessa di essere soddisfatta solo parzialmente e la Berdhardt decide di rifarsi operare una seconda volta dalla giovane dottoressa.
Dal 1916 si occupa dei feriti della Prima Guerra mondiale, in particolare di quelli che in Francia furono chiamati i gueules cassées, ossia i soldati che avevano subito ferite devastanti a livello del viso. Noël, affascinata dalla chirurgia estetica, aveva già fatto molta pratica chirurgica sui conigli e aveva creato una clinica nella sua residenza privata per poter operare, visto che negli ospedali non esisteva ancora un reparto specializzato nella chirurgia estetica. I pazienti arrivano sempre più numerosi e nel 1918 le viene comunicato che il marito, che era stato mobilitato per lo sforzo bellico, è deceduto di tubercolosi all'età di 49 anni. André Noël ha la fortuna di rientrare sano e salvo e nell'ottobre del 1919 i due decidono di sposarsi. Sono anni intensi di attività, André presenta la sua tesi con l'aiuto della moglie. Ma nel gennaio 1922 la loro unica figlia, Jacqueline, contratta l'influenza spagnola e muore in pochi giorni. Il dolore è immenso per entrambi ma André entra in depressione e il 5 agosto 1924 si suicida gettandosi nella Senna dal Pont au Change sotto gli occhi della moglie.
Sono anni terribili per Noël. Nel 1923 era stata contattata da Stuart Morrow per creare un club Soroptimist International in Europa ma, benché affascinata dall'idea, non porta subito avanti il progetto perché non sviluppa una buona relazione con Morrow. La solitudine, le difficoltà e il suo spirito fenninista la spingo a cercare solidarietà nel mondo femminile e nell'ottobre 1924 fonda a Parigi il primo club Soroptimist in Europa. Frai i primi suoi membri si possono annoverare: Thérèse Bertrand-Fontaine, prima donna medico a lavorare presso gli ospedali di Parigi, Cécile Brunschvig, prima donna a diventare sotto-segretaria di Stato per l'educazione nazionale, Anna de Noailles, famosa poetessa e scrittrice, Jeanne Lanvin, creatrice dell'omonima casa di moda, Lucie Delarue-Mardrus, artista eclettica del XX secolo, Yvonne Netter e Marcelle Kraemer-Bach, entrambe avvocate e resistenti francesi, Béatrix Dussane, attrice membro della Comédie française, Nadia Boulanger, direttrice d'orchestra e compositrice, Lily Laskine, musicista e molte altre. L'anno successivo presenta la sua tesi in medicina superando l'esame brillantemente. Inizia una collaborazione sempre più stretta con il dottor Thierry de Martel e le sue operazioni divengono sempre più complicate e inventa anche dei nuovi strumenti per facilitare le operazioni.
Durante l'occupazione nazista si prende cura dei partigiani e degli ebrei torturati dalla Gestapo. Nel secondo dopoguerra si occupa dei sopravvissuti dai campi di concentramento nazisti.
È considerata, assieme a Raymond Passot, una pioniera della chirurgia plastica.
Suzanne Noël è morta nel 1954 e la sua salma è stata tumulata nel cimitero di Montmartre.

## Riconoscimenti
- Nel 1928 riceve la Legion d'onore e la medaglia della Reconnaissance française per il suo contributo al prestigio scientifico della Francia.[10]
- Nel marzo 2018, la posta francese lancia un francobollo in suo onore.[11]
- Nel novembre 2018 una statua è inaugurata a Annecy.[12]
- Il 21 settembre 2019 la sezione Soroptimist di Béthune inaugura un murales con la sua effigie.[13]